# Битва под Дубенкой
Битва под Дубенкой (пол. Bitwa pod Dubienką) — битва, произошедшая 7 (18) июля 1792 года между польскими войсками под командованием Тадеуша Костюшко и русскими войсками под командованием М. В. Каховского во время Русско-польской войны 1792 года.

## Перед сражением
Войска Юзефа Понятовского (25 000 солдат и 42 орудия), отступая из Волыни, переправились через реку Буг и 8 июля остановились у Дубенки. Здесь они получили приказ на оборону по Бугу от Дубенки до Влодавы. Понятовский решил защищать переправу кордонной оборонительной системой и для этой цели развернул по берегам реки свою дивизию и дивизию М. Вельгорского. Только Тадеуш Костюшко держал свою дивизию (5300 солдат, 24 орудия) сосредоточенной возле Дубенки и занял 3 километра фронта между селами Уханька и Воля-Хабова. Позиция его войск была усилена батареями, флешами и шанцами. Единственным недостатком такой позиции было то, что правое крыло было защищено только лесом и пограничным кордоном. 

## Ход сражения
С русской стороны в сражении принимало участие 25 тысяч солдат и 108 орудий, со польской — 5300 солдат и 24 орудия.
После рекогносцировки польских позиций Каховский двинул свои передовые войска тремя колоннами, которые были встречены огнём с неприятельских батарей. В первую очередь русские войска атаковали фланговые позиции поляков. Также были развернуты артиллерийские батареи, которые успешно подавили малочисленную и разбросанную артиллерию неприятеля. Пользуясь этим, генерал Милашевич, командовавший пехотой левого крыла, послал 5 рот гренадер в центр против шанцев; гренадеры, пробравшись через болото, взяли три шанца, а почти в то же время было продавлено левое крыло поляков и взяты все их укрепления у Уханьки. Таким образом, левое крыло и центр противника были поколеблены.
Каховский направил дополнительные силы для захвата укреплений правого фланга, которые прикрывали пути отступления поляков. Атака сначала развивалась успешно и русские солдаты овладели двумя шанцами, однако контратака польской конницы отбросила их. Встретив неприятеля эскадронами легкой конницы, русские возобновили наступление и вскоре овладели всеми укреплениями, а также лагерем противника.
Дремучий лес, находившийся позади позиции поляков, способствовал постепенному выводу польских частей из боя; их преследование производилось на две версты и окончилось уже ночью.

## Результаты
Русская армия заняла весь район вместе с переправами. Дорога на Люблин была открыта. Потери поляков по оценке русской стороны составили более 900 человек убитыми и ранеными и 7 орудий; русские войска потеряли 500 человек и 640 лошадей. Польская сторона оценивала свои потери тем же числом, в 900 человек, при этом существенно завышая потери русских, доводя их до 4000 убитых.
Русские войска одержали однозначную победу как в стратегическом, так и в тактическом отношении. Польские войска начали отходить к Висле, где намеревались оказать дальнейшее сопротивление, поддержанное войсками из глубины страны. Переход короля на сторону Тарговицкой конфедерации и приказ о прекращении боевых действий положили конец этим планам. 
Однако организованный отход польской армии вкупе с завышением потерь русской армии позволил говорить о Костюшко как о выдающемся полководце. Польские источники даже сравнивали его со спартанским царём Леонидом. 26 августа 1792 года в знак признания его заслуг в войне по защите конституционных свобод Костюшко был удостоен звания почетного гражданина Франции.